# St. Marie (Montana)
St. Marie è un census-designated place degli Stati Uniti d'America, nello stato del Montana, nella Contea di Valley. Nel 2010 contava 264 abitanti.